# Arresø
Arresø är Danmarks största insjö med sina nära 40 km². Den är belägen på nordöstra Själland i Halsnæs kommun, Gribskovs kommun och Hillerøds kommun. Sjön får sitt vatten från flera källor, men viktigast är Pøleå. Utloppet till Roskilde Fjord sker genom Arresø Kanal i Frederiksværk. 
Arresø ingår i Nationalpark Kongernes Nordsjælland.